# Presles-et-Thierny
Presles-et-Thierny é uma comuna francesa na região administrativa de Altos da França, no departamento de Aisne. Estende-se por uma área de 8,33 km². Em 2010 a comuna tinha 396 habitantes (densidade: 47,5 hab./km²).